# Heinz-Günter Thiele
Heinz-Günter Thiele (geboren am 7. Januar 1928 in Flensburg) war ein deutscher Internist und Hochschullehrer.
Thiele war von 1967 bis 1995 an der I. Medizinischen Klinik der Medizinischen Fakultät (ab 1970 Fachbereich Medizin) der Universität Hamburg tätig. 1967 wurde er nach seiner Habilitation mit der Arbeit Untersuchungen zur Frage der Immunoglobulinsynthese durch mit Phytohaemagglutinin in vitro stimulierte menschliche Lymphocyten Privatdozent für Innere Medizin, 1971 wurde er Wissenschaftlicher Rat und Professor. Von 1979 bis zu seiner Emeritierung 1995 war er ordentlicher Professor für Innere Medizin.